# 鈴谷岳
鈴谷岳（すずやだけ）は、樺太島の南部鈴谷山脈にあり、同山脈で一番高い山である。ロシア連邦では、1890年に樺太島に訪れた文豪アントン・チェーホフにちなみ、チェーホフ山（пик Чехова）と名付けられている。

## 概要
標高は1,045メートルで、日本施政下では豊原市ならびに豊栄郡豊北村及び富内村に跨って位置した。鈴谷山地を構成する山の一つである。亜寒帯に属する原始林に覆われており、高山植物帯は樺太庁の天然紀念物とされていた。かつては、豊原の学校に通う生徒たちが必ず登るといわれ、人々に親しまれた山でもあった。山麓より鈴谷川が流れている。
ロシア連邦施政下ではユジノサハリンスク自治地区及びコルサコフ都市管区に跨がって位置する。鈴谷岳の自然と動植物については、『写真集樺太』（国書刊行会、1978年）に写真がある。

## 現状と登山案内
登山のためには、チェーホフ山に有効な通行許可証が必要であるので、事前に取得すること。ビザの招待状を発行するユジノサハリンスクの旅行社に交渉しておけば、現地到着前に事前にアレンジしておいてもらえるであろう。
登山の所要時間は、登山口から登り3時間、下り2時間半を見ておけばよい。登山口まで徒歩の場合は、ユジノサハリンスク市内から登山口まで、登り2時間半、下り2時間を加える必要がある。現地に登山地図は売っていない。地図に関しては、ロシア連邦の地形図か、5万分の1地形図「豊南」と「樺太富岡」図幅（国立国会図書館などで複写できる）を事前に用意することになる。
谷を詰める日本領有下での登山道は、現在では使われておらず、通行不能となっている。現在の登山口はユジノサハリンスク駅から約3キロメートル奥にあるサンタリゾートホテル から、さらに奥へ、かつて玉川と呼ばれた流れに沿った林道を約4キロメートル進んだところ（標高約290メートル）である。道は悪いが、ここまでジープかRVなら入れる。乗用車やタクシーは難しい。支線林道が左に分岐して上っているようなところが目印である。登山口に道標は全く無く、日本領有下において作成された5万分の1図には、ソ連時代にできた現在の登山道が当然ながら載っていない。従って、現地のガイドと一緒でなければ登山口が見つけにくい。
歩きはじめは、静寂なブナの原始林の中を緩やかに登る。ところどころ急斜面が現れるが、たいしたことはない。道はよく踏まれている。
1時間10分ほど歩くと、標高660メートルあたりで樹林帯から抜け、潅木帯になる。ここにロシア語のペンキの落書きがたくさんある岩がある。地元の大学生が卒業記念にみなそろってここまで登山するらしい。
この岩から15分ほどで支稜に出る（標高790メートル）。ここからは稜線歩きとなる。 道は若干藪がちになるが、注意して歩けば道を誤ることはない。
歩行30分で露岩のある916メートルの独立標高点を西で巻くと、あとは這松帯となる。緯度が高いので、すでにここで高山の趣が漂う。季節によっては高山植物が咲き乱れる、大展望の稜線歩きとなる。ところどころ道が複数あって不明瞭であるが、どれをとっても結局頂上に着く。途中、露岩を乗り越えるところが何箇所か現れるが、それほど難しくない。しかし、ペンキ印のようなものは無いので、ルートどりに十分注意すること。薄いが巻き道があることもある。
独立標高点から約1時間で1,048メートルの頂上に立てる。頂上には、日本が作ったというコンクリートの小さな避難小屋か祠かよくわからない残骸があるが、もはや使用に耐えない。三角点の標石は掘り出されて失われており、跡は穴になっている。好天ならば、西にユジノサハリンスク市街を見下ろし、北は突岨山、南は能登呂半島、東はオホーツク海と富内湖と、360度の大展望が広がる。
ルートは1本しかないので、同じ道を下って帰路につく。
なお、早春と晩秋はヒグマが出没するので、音が大きい熊よけの鈴と、できれば熊よけスプレーを持参することが望ましい。